# Chalcoscirtus grishkanae
Chalcoscirtus grishkanae là một loài nhện trong họ Salticidae.
Loài này thuộc chi Chalcoscirtus. Chalcoscirtus grishkanae được Yuri M. Marusik miêu tả năm 1988.